# Campeonato Europeo de Patinaje Artístico sobre Hielo de 1978
El LXIX Campeonato Europeo de Patinaje Artístico sobre Hielo se realizó en Estrasburgo (Francia) del 31 de enero al 5 de febrero de 1978. Fue organizado por la Unión Internacional de Patinaje sobre Hielo (ISU) y la Federación Francesa de Deportes de Hielo.

## Resultados

### Masculino
| Puesto | Nombre           | País                          | Puntos |
| ------ | ---------------- | ----------------------------- | ------ |
| Oro    | Jan Hoffmann     | República Democrática Alemana |        |
| Plata  | Vladimir Kovalev | Unión Soviética               |        |
| Bronce | Robin Cousins    | Reino Unido                   |        |

### Femenino
| Puesto | Nombre            | País                          | Puntos |
| ------ | ----------------- | ----------------------------- | ------ |
| Oro    | Anett Pötzsch     | República Democrática Alemana |        |
| Plata  | Dagmar Lurz       | Alemania Occidental           |        |
| Bronce | Yelena Vodorezova | Unión Soviética               |        |

### Parejas
| Puesto | Nombre                              | País                          | Puntos |
| ------ | ----------------------------------- | ----------------------------- | ------ |
| Oro    | Irina Rodnina / Alexandr Zaitsev    | Unión Soviética               |        |
| Plata  | Marina Cherkasova / Sergei Shakhrai | Unión Soviética               |        |
| Bronce | Manuela Mager / Uwe Bewersdorff     | República Democrática Alemana |        |

### Danza en hielo
| Puesto | Nombre                                | País            | Puntos |
| ------ | ------------------------------------- | --------------- | ------ |
| Oro    | Irina Moiseyeva / Andrei Minenkov     | Unión Soviética |        |
| Plata  | Natalia Linichuk / Gennadi Karponosov | Unión Soviética |        |
| Bronce | Krisztina Regöczy / András Sallay     | Hungría         |        |

## Medallero
| Núm. | País                          | Oro | Plata | Bronce | Total |
| ---- | ----------------------------- | --- | ----- | ------ | ----- |
| 1    | Unión Soviética               | 2   | 3     | 1      | 6     |
| 2    | República Democrática Alemana | 2   | 0     | 1      | 3     |
| 3    | Alemania Occidental           | 0   | 1     | 0      | 1     |
| 4    | Hungría                       | 0   | 0     | 1      | 1     |
| 4    | Reino Unido                   | 0   | 0     | 1      | 1     |
|      | TOTAL                         | 4   | 4     | 4      | 12    |